# Motionless in White/Diskografie
Diese Diskografie ist eine Übersicht über die musikalischen Werke der US-amerikanischen Metalcore-Band Motionless in White. Ihre erfolgreichsten Veröffentlichungen sind die Lieder Another Life und Voices mit je über 500.000 verkauften Einheiten.

## Alben

### Studioalben
| Jahr | Titel Musiklabel                                | Höchstplatzierung, Gesamtwochen, AuszeichnungChartplatzierungen (Jahr, Titel, Musiklabel, Platzierungen, Wochen, Auszeichnungen, Anmerkungen) | Höchstplatzierung, Gesamtwochen, AuszeichnungChartplatzierungen (Jahr, Titel, Musiklabel, Platzierungen, Wochen, Auszeichnungen, Anmerkungen) | Höchstplatzierung, Gesamtwochen, AuszeichnungChartplatzierungen (Jahr, Titel, Musiklabel, Platzierungen, Wochen, Auszeichnungen, Anmerkungen) | Höchstplatzierung, Gesamtwochen, AuszeichnungChartplatzierungen (Jahr, Titel, Musiklabel, Platzierungen, Wochen, Auszeichnungen, Anmerkungen) | Höchstplatzierung, Gesamtwochen, AuszeichnungChartplatzierungen (Jahr, Titel, Musiklabel, Platzierungen, Wochen, Auszeichnungen, Anmerkungen) | Höchstplatzierung, Gesamtwochen, AuszeichnungChartplatzierungen (Jahr, Titel, Musiklabel, Platzierungen, Wochen, Auszeichnungen, Anmerkungen) | Anmerkungen                                                 |
| Jahr | Titel Musiklabel                                | DE | AT | CH | UK | US | Rock | Anmerkungen                                                 |
| ---- | ----------------------------------------------- | --- | --- | --- | --- | --- | --- | ----------------------------------------------------------- |
| 2010 | Creatures Fearless Records                      | — | — | — | — | US175 (1 Wo.)US | — | Erstveröffentlichung: 12. Oktober 2010                      |
| 2012 | Infamous Fearless Records                       | — | — | — | — | US53 (1 Wo.)US | Rock19 (2 Wo.)Rock | Erstveröffentlichung: 13. November 2012 Verkäufe: + 83.000  |
| 2014 | Reincarnate Fearless Records                    | — | — | — | UK43 (1 Wo.)UK | US9 (4 Wo.)US | Rock1 (4 Wo.)Rock | Erstveröffentlichung: 16. September 2014 Verkäufe: + 31.000 |
| 2017 | Graveyard Shift Roadrunner Records              | DE88 (1 Wo.)DE | — | CH99 (1 Wo.)CH | UK72 (1 Wo.)UK | US27 (1 Wo.)US | Rock5 (1 Wo.)Rock | Erstveröffentlichung: 5. Mai 2017                           |
| 2019 | Disguise Roadrunner Records                     | DE54 (1 Wo.)DE | AT69 (1 Wo.)AT | CH65 (1 Wo.)CH | UK98 (1 Wo.)UK | US27 (1 Wo.)US | Rock4 (1 Wo.)Rock | Erstveröffentlichung: 7. Juni 2019                          |
| 2022 | Scoring the End of the World Roadrunner Records | DE30 (1 Wo.)DE | AT36 (1 Wo.)AT | CH87 (1 Wo.)CH | UK92 (1 Wo.)UK | US12 (2 Wo.)US | Rock2 (1 Wo.)Rock | Erstveröffentlichung: 10. Juni 2022                         |

### EPs
- 2007: The Whorror
- 2009: When Love Met Destruction
- 2009: Unbenannte EP (Split-EP mit The Word Alive, limitiert auf 1.000 Stücke)[2]

### Demos
- 2005: Motionless in White (Eigenproduktion)[3]

## Singles

### Als Leadmusiker
| Jahr | Titel Album                              | Höchstplatzierung, Gesamtwochen, AuszeichnungChartplatzierungen (Jahr, Titel, Album, Platzierungen, Wochen, Auszeichnungen, Anmerkungen) | Höchstplatzierung, Gesamtwochen, AuszeichnungChartplatzierungen (Jahr, Titel, Album, Platzierungen, Wochen, Auszeichnungen, Anmerkungen) | Höchstplatzierung, Gesamtwochen, AuszeichnungChartplatzierungen (Jahr, Titel, Album, Platzierungen, Wochen, Auszeichnungen, Anmerkungen) | Höchstplatzierung, Gesamtwochen, AuszeichnungChartplatzierungen (Jahr, Titel, Album, Platzierungen, Wochen, Auszeichnungen, Anmerkungen) | Höchstplatzierung, Gesamtwochen, AuszeichnungChartplatzierungen (Jahr, Titel, Album, Platzierungen, Wochen, Auszeichnungen, Anmerkungen) | Höchstplatzierung, Gesamtwochen, AuszeichnungChartplatzierungen (Jahr, Titel, Album, Platzierungen, Wochen, Auszeichnungen, Anmerkungen) | Anmerkungen                                                   |
| Jahr | Titel Album                              | DE | AT | CH | UK | US | Rock | Anmerkungen                                                   |
| ---- | ---------------------------------------- | --- | --- | --- | --- | --- | --- | ------------------------------------------------------------- |
| 2017 | Eternaly Yours Graveyard Shift           | — | — | — | — | — | Rock36 (1 Wo.)Rock | Erstveröffentlichung: 27. Januar 2017                         |
| 2018 | Voices Graveyard Shift                   | — | — | — | — | US— GoldUS | — | Erstveröffentlichung: 23. Mai 2018 Verkäufe: + 500.000        |
| 2020 | Another Life Disguise                    | — | — | — | — | US— GoldUS | Rock35 (4 Wo.)Rock | Erstveröffentlichung: 21. Januar 2020 Verkäufe: + 500.000     |
| 2022 | Cyberhex Scoring the End of the World    | — | — | — | — | — | Rock46 (1 Wo.)Rock | Erstveröffentlichung: 11. März 2022 feat. Lindsay Schoolcraft |
| 2022 | Masterpiece Scoring the End of the World | — | — | — | — | — | Rock32 (7 Wo.)Rock | Erstveröffentlichung: 14. April 2022                          |

Weitere Singles
- 2009: Ghost in the Mirror (When Love Met Destruction)
- 2010: Abigail (Creatures)
- 2011: Creatures (Creatures)
- 2011: Immaculate Misconception (Creatures)
- 2011: Puppets (The First Snow) (Creatures)
- 2012: Devil’s Night (Infamous)
- 2012: If It’s Dead, We’ll Kill It (Infamous)
- 2013: A-M-E-R-I-C-A (Infamous)
- 2014: Du hast (Rammstein-Cover, Punk Goes 90’s Vol. 2)
- 2014: Reincarnate (Reincarnate)
- 2014: Puppets 3 (The Grand Finale) (Reincarnate)
- 2014: Dead as Fuck (Reincarnate)
- 2015: Break the Cycle (Reincarnate)
- 2015: Unstoppable (Reincarnate)
- 2016: 570 (Graveyard Shift)
- 2017: Necessary Evil (Graveyard Shift)

### Promo-Singles
- 2010: London in Terror (Creatures)
- 2010: Cobwebs (Creatures)

### Beiträge für Soundtracks
- 2022: Red, White & Bloom (feat. Caleb Shomo auf NHL23)

### Unveröffentlichte/Sonstige Stücke
- Iris (Goo-Goo-Dolls-Cover, unveröffentlicht)
- 2007: Santa’s Pissed (unveröffentlicht, nur Live-Performance)
- 2009: Dragula (Rob-Zombie-Cover, 2012 auf der Neu-Auflage von Creatures)
- 2012: My Friend of Misery (Metallica-Cover, Tribute to the Black Album; Kerrang!-Beilage)
- 2014: Du hast (Rammstein-Cover, Punk Goes 90s Vol 2)
- Mother (Danzig-Cover, unveröffentlicht, nur Live-Performance)

## Musikvideos
| Jahr | Titel                    | Produzent                   |
| ---- | ------------------------ | --------------------------- |
| 2009 | Ghost in the Mirror      | Scott Hansen                |
| 2010 | Abigail                  | Kevin McVey                 |
| 2011 | Creatures                | Stephen Penta               |
| 2011 | Immaculate Misconception | Cody Blue Snider            |
| 2012 | Puppets (The First Snow) | Unbekannt                   |
| 2012 | Devil’s Night            | Cody Blue Snider            |
| 2013 | A-M-E-R-I-C-A            | Shawn „Clown“ Crahan        |
| 2014 | Reincarnate              | Chad Michael Ward           |
| 2016 | 570                      | Jeremy Danger, Travis Shinn |
| 2017 | Necessary Evil           | Max Moore                   |

## Statistik

### Chartauswertung
|                     | DE    | AT    | CH    | UK    | US    | Rock      |
| ------------------- | ----- | ----- | ----- | ----- | ----- | --------- |
| Nummer-eins-Alben   | DE—DE | AT—AT | CH—CH | UK—UK | US—US | Rock1Rock |
| Top-10-Alben        | DE—DE | AT—AT | CH—CH | UK—UK | US1US | Rock4Rock |
| Alben in den Charts | DE3DE | AT1AT | CH3CH | UK4UK | US6US | Rock5Rock |

|                       | DE    | AT    | CH    | UK    | US    | Rock      |
| --------------------- | ----- | ----- | ----- | ----- | ----- | --------- |
| Nummer-eins-Singles   | DE—DE | AT—AT | CH—CH | UK—UK | US—US | Rock—Rock |
| Top-10-Singles        | DE—DE | AT—AT | CH—CH | UK—UK | US—US | Rock—Rock |
| Singles in den Charts | DE—DE | AT—AT | CH—CH | UK—UK | US—US | Rock4Rock |

### Auszeichnungen für Musikverkäufe
Anmerkung: Auszeichnungen in Ländern aus den Charttabellen bzw. Chartboxen sind in ebendiesen zu finden.
| Land/RegionAuszeichnungen für Musikverkäufe (Land/Region, Auszeichnungen, Verkäufe, Quellen) | Gold     | Platin | Verkäufe  | Quellen  |
| -------------------------------------------------------------------------------------------- | -------- | ------ | --------- | -------- |
| Vereinigte Staaten (RIAA)                                                                    | 2× Gold2 | —      | 1.000.000 | riaa.com |
| Insgesamt                                                                                    | 2× Gold2 | —      |           |          |